# Arunachal Pradesh
Arunachal Pradesh és un estat de l'Índia. La capital de l'estat és la ciutat d'Itanagar. Limita amb l'estat d'Assam al sud i amb Nagaland al sud-est. A l'est té frontera amb Myanmar i amb Bhutan a l'oest.
Arunachal Pradesh és una de les dues regions en disputa entre la República Popular de la Xina i l'Índia, donat que la Xina reclama el control sobre aquest estat en considerar-lo part del Tibet. L'altra regió disputada per ambdós països és l'Aksai Chin, al Caixmir.
Arunachal Pradesh formà part de l'estat d'Assam fins a l'any 1987. Aquell any va rebre la condició d'estat després que el govern federal prengués en consideració la situació de seguretat a l'est del país, en dubte per les tensions creixents amb la Xina. El nom d'Arunachal Pradesh significa "Terra del Sol Naixent".

## Història
Ben poca cosa es coneix de la història d'Arunachal Pradesh, excepte a la zona nord-oest de l'estat. Només existeixen registres escrits del segle xvi, les anomenades Cròniques d'Ahom. D'altra banda, els Monba i els Sherdukpen tenen registres històrics d'alguns líders i caps locals a la zona. El nord-oest de l'estat va quedar sota control del regne Monyul dels Monba (segle vi). El nord va restar en mans del Tibet i la resta de l'estat, en particular les zones frontereres amb Myanmar, van ser territori dels Ahom i els asamesos. Tot el territori passà però, a mans britàniques amb l'annexió de l'Índia a l'Imperi Britànic, l'any 1858.
En els darrers anys, algunes excavacions en temples hindús han aportat noves dades sobre la història de l'estat. Algunes troballes indiquen la presència al territori d'una civilització dels Lhoba (també dits Idu Mishmi), així com d'altres tribus budistes.
Entre 1913 i 1914, l'administrador britànic a la regió, Sir Henry McMahon, va estendre la frontera entre l'Índia i la Xina uns kilòmetres. El canvi a la frontera es realitzà d'acord amb uns tractats signats a la ciutat de Shila durant un debat sobre les fronteres entre la Xina i el Tibet. Aquesta nova frontera fou coneguda com la "línia McMahon".
El problema va venir quan el Tibet fou envaït per la Xina. L'acord mai va ser ratificat pel govern xinès, i fins i tot el 1947 els rebutjà explícitament i reclamà els seus drets sobre la regió. El 26 d'agost de 1959, les tropes xineses van creuar la línia McMahon i van capturar la localitat de Longju, a pocs kilòmetres de la frontera, que van mantenir a les seves mans fins al 1961. Pocs mesos després però, a l'octubre de 1962, van tornar a travessar la frontera de forma violenta. Aquest fet va suposar l'esclat de la Guerra indo-xinesa. Finalment, l'any 1963, el govern de Pequín va accedir a tornar a l'Índia els territoris conquerits més enllà de la línia McMahon.

## Demografia

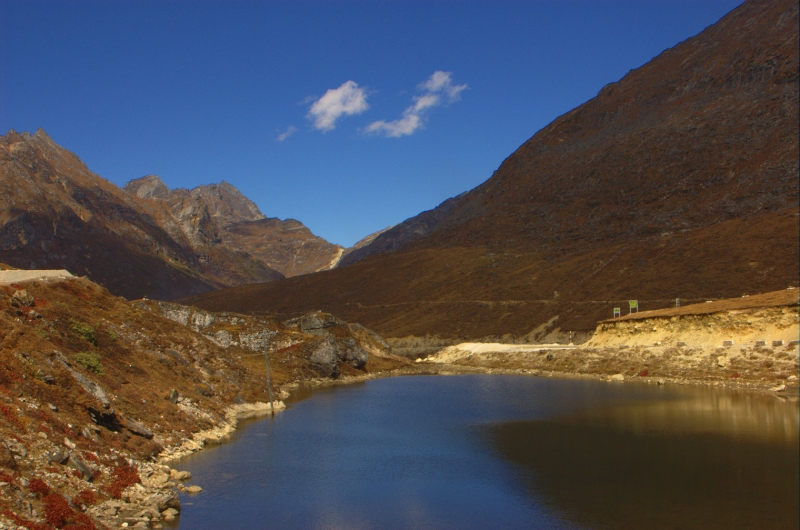
L'Himalàia a Arunachal Pradesh

Un 65% dels habitants de l'estat pertany a 20 grans minories ètniques i a 82 tribus. Aquest fet ha proporcionat a l'estat d'Arunachal Pradesh una gran herència cultural. La principal d'aquestes minories és la d'origen tibetà, mentre que un altre 35% de la població són immigrants, incloent a uns 30.000 expatriats de Bangladesh. Altres grans tribus són els Adi, els Nishi i els Monba.
Prop de la meitat de la població segueix la religió Donyi-Polo. Un altre 42% és fidel al budisme i a l'hinduisme, mentre que la resta són cristians i musulmans.